# Sierra de Albas
Sierras Albas es un sistema montañoso integrado en la cordillera Cantábrica, situado al sureste de los Picos de Europa, entre el valle de Liébana en Cantabria y la provincia de Palencia (España).

## Descripción
Forma parte del límite septentrional del parque natural de Fuentes Carrionas y Fuente Cobre-Montaña Palentina. Lo atraviesa una carretera por el puerto de Sierras Albas (1418 m s. n. m.), que constituye la unión de Castilla y León con Liébana. Esta carretera, hoy en muy mal estado, une los pueblos de Casavegas en la Pernía y Vendejo en Liébana, y fue la más usada para acceder a la capital lebaniega, Potes, desde Castilla antes de abrirse la carretera del desfiladero de La Hermida en 1863.
Al oeste de Sierras Albas se extienden los puertos de Pineda hasta la Peña Bistruey (2002 m s. n. m.), y al este la sierra va perdiendo altura hasta el puerto de Piedrasluengas, que separa a este sistema de la serrata de Peña Labra (2029 m s. n. m.) y la sierra de Híjar.
En la vertiente septentrional de Sierras Albas se encuentra Caloca, el pueblo situado a mayor altitud de Liébana.